# Buraco negro CEERS 1019
O buraco negro CEERS 1019 na galáxia EGSY8p7 pode ser o mais antigo buraco negro conhecido em 2023. Os autores de uma pré-impressão de 2023 descrevendo-o afirmam que "Achamos difícil explicar um SMBH dessa massa... com uma semente estelar", ou seja, colapso gravitacional em um buraco negro estelar. Sua massa é (6.95 ± 0.37) × 106 massas solares.